# 文化街街道 (新乡市)
文化街街道，是中华人民共和国河南省新乡市红旗区下辖的一个乡镇级行政单位。

## 行政区划
文化街街道下辖以下地区：
明珠花园社区、学府社区、弘泰社区、建文社区、孟营一村和和平实业公司社区。